# Révolution (bande dessinée)
Pour les articles homonymes, voir Révolution (homonymie).
Révolution est une série de bandes dessinées de Florent Grouazel et Younn Locard paru aux éditions Actes Sud, proposant une fresque de la Révolution française et de son expression dans toutes les strates de la société.

## Développement
Initialement prévue sous la forme d'une trilogie, le deuxième opus a été scindé en deux parties du fait d'un scénario trop dense. La série comporte donc quatre albums annoncés, dont deux sont parus, Liberté et Égalité - livre 1. Le premier tome a reçu plusieurs prix, dont le Fauve d'or d'Angoulême en 2020.

## Sorties
Le premier tome de la trilogie, Liberté, est paru en janvier 2019 et fait apparaître de nombreux personnages historiques tels la Reine Audu, le boucher Desnot, Jacques-Antoine de Cazalès ou Robespierre. L'intrigue se concentre sur les six mois clés de l'année 1789 qui constituent les prémices de la Révolution. L'ouvrage est préfacé par l'historien Pierre Serna. 
Le deuxième tome de la saga, Égalité - livre 1, est paru en janvier 2023. Il reprend le déroulement des évènements 16 mois après la fin du premier tome, au printemps 1791, et s'achève avec la fusillade du Champ de Mars et de la répression du premier mouvement républicain. Il comporte une postface de l'historienne Dominique Godineau.
Égalité - livre 2, non encore paru, est la fin de la deuxième partie du triptyque initialement prévu, et troisième tome, qui sera consacré à la période 1791-1792. 
Le quatrième et dernier tome, intitulé Ou la mort, doit évoquer les évènements des années 1793 et 1794.

## Récompenses

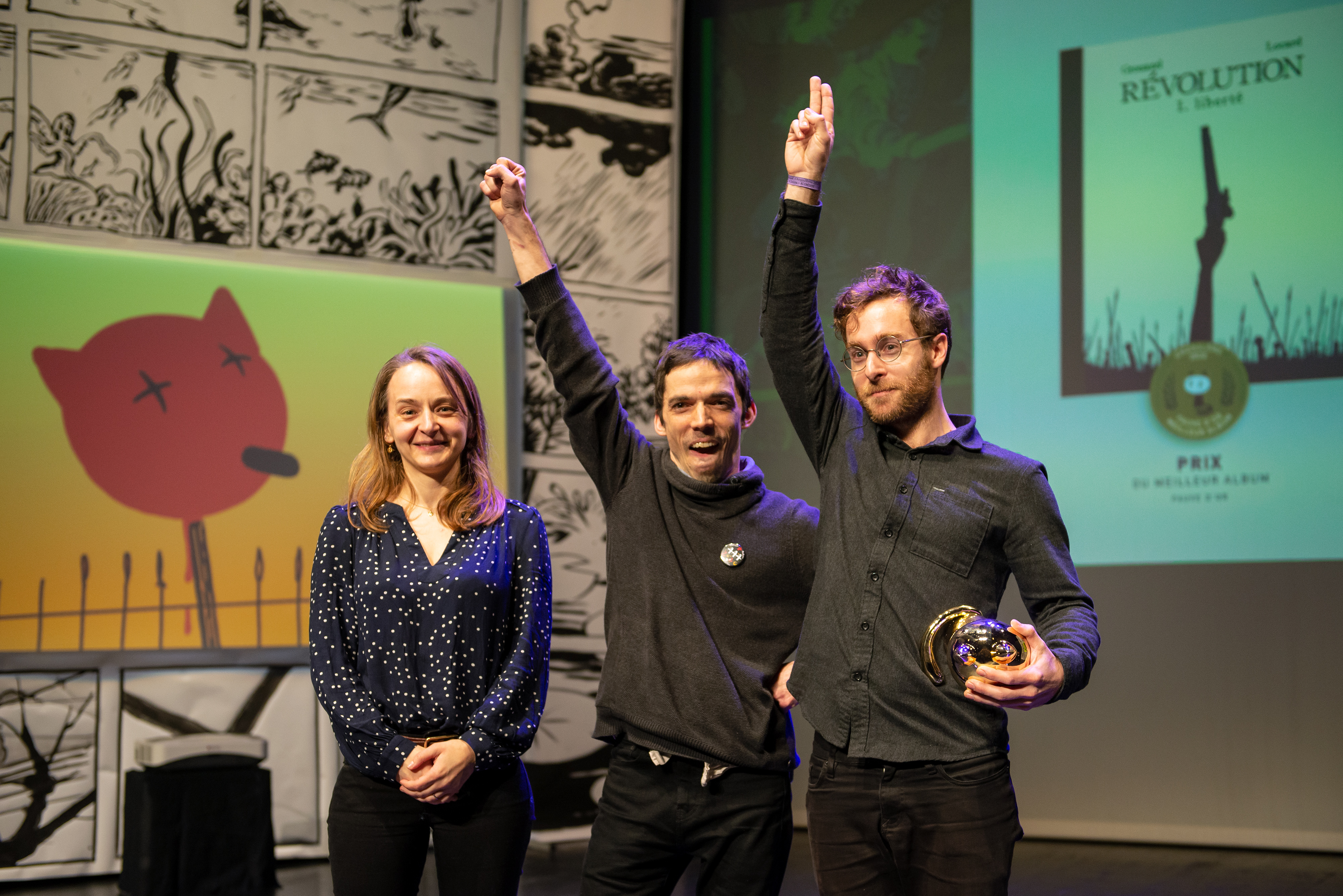
Marion Montaigne, présidente du jury avec Younn Locard et Florent Grouazel, au Festival d'Angoulême 2020.

| Travail récompensé | Nom de l'organisme            | Nom du prix                                              | Année |
| ------------------ | ----------------------------- | -------------------------------------------------------- | ----- |
| Liberté            | Les Rendez-vous de l'histoire | Prix Château de Cheverny de la bande dessinée historique | 2019  |
| Liberté            | L'Humanité                    | Bulles d’Humanité                                        | 2019  |
| Liberté            | Millepages                    | Prix Millepages - BD indés/americaine                    | 2019  |
| Liberté            | Festival d'Angoulême          | Fauve d'or d'Angoulême - prix du meilleur album          | 2020  |